# Chapelle de la Visitation de Besançon
Pour les articles homonymes, voir Chapelle de la Visitation.
La chapelle de la Visitation, parfois appelée chapelle des visitandines, est une chapelle située dans le vieux Besançon. Elle appartient au prieuré de la Sainte Famille de Dijon, lui-même dépendant de la Fraternité sacerdotale Saint-Pie-X (FSSPX).

## Emplacement
Située dans la rue du Général Sarrail, la chapelle se trouve au sein de La Boucle.

## Histoire
Cette chapelle de l'ancien couvent des visitandines bisontines (fondé le 20 août 1630 et devenu l'actuelle Cité administrative de Besançon) fut construite au XVIIe siècle et fut achetée, à l'été 2016, par la FSSPX. Auparavant, cette chapelle faisait partie de la faculté de Lettres. Les offices de la société de prêtres se tiennent dans un lieu de culte aménagé rue Lyautey (quartier Saint-Claude) jusqu'à l'aboutissement des travaux de rénovation.